# Franck Briffaut
Pour les articles homonymes, voir Briffaut.
Franck Briffaut, né le 10 mars 1958 à Paris (12e), est un homme politique français.
Membre du Front national puis du Rassemblement national depuis 1977, il est maire de Villers-Cotterêts depuis 2014, réélu en 2020.
Il a été conseiller départemental de l'Aisne de 2015 à 2021, élu avec Martine Pigoni dans le canton de Villers-Cotterêts, et conseiller régional de Picardie de 1998 à 2015.

## Biographie

### Jeunesse
Franck Briffaut naît le 10 mars 1958 à Paris dans une famille politiquement de gauche, dont le père est un militaire de carrière. Dans sa jeunesse, il est passionné par l'histoire et la philosophie, puis il s’intéresse à la politique.

### Carrière militaire
Après avoir servi au 6e RPIMA, il poursuit une carrière comme conducteur de travaux dans le génie militaire.

### Parcours politique
Militant brièvement au Parti des forces nouvelles (PFN), il adhère au Front national en 1977.
Selon le journal La Croix, Franck Briffaut est un fidèle de Jean-Marie Le Pen.
Candidat à chaque élection municipale à Villers-Cotterêts depuis 1995, il est élu en 1998 au conseil régional. En 2003, alors conseiller municipal, il affirme : « Il y a une brochette d'abrutis qui votent FN ! Avec nos militants, nous passons beaucoup de temps à recadrer les discours. Combien de fois j'ai entendu nos partisans nous accuser d'être trop mous ! Surtout ceux qui viennent de gauche ! ». Il dit également : « Les médias passent leur temps à caricaturer et à déformer nos propositions. Nous en tirons bénéfice. Mais un bénéfice éphémère, car, si on gagne, on ne jettera pas les Arabes à la mer, on ne renverra pas tous les immigrés... Je préfère que nous gagnions sur des bases saines, sur notre programme, pas sur ces délires. ». Aux élections municipales de 2008, il est l'un des seuls candidats FN à se maintenir au second tour.

#### Maire de Villers-Cotterêts
En mars 2014, il est élu maire de Villers-Cotterêts,. Son élection est contestée devant le Conseil d'État car, selon les plaignants, il ne résidait pas à Villers-Cotterêts au moment de son élection,. Il déclare ne pas vouloir faire de Villers-Cotterêts un laboratoire idéologique comme le FN l'avait fait de Vitrolles en 1995, ce qu'il estime avoir été une « faute tactique et juridique ». Le politologue Jean-Yves Camus indique que « très peu font preuve d'autant de patience que Franck Briffaut qui a labouré le terrain pendant des décennies avant de devenir maire de Villers-Cotterêts ».
Dès le début de son mandat, il baisse les impôts locaux de manière symbolique et réitère cette action en 2017. Il fait augmenter ses indemnités d'élu de 15 %, celles-ci passant ainsi à 3 791 euros. Affirmant rejeter « l'assistanat », il fait augmenter le prix de la cantine scolaire d'un euro, soit 80 % d'augmentation, pour le tarif du repas le plus bas, fait ralentir les constructions de d'habitations à loyer modéré et supprime le transport scolaire des quartiers excentrés.
Il refuse d'organiser une commémoration de l'abolition de l'esclavage prévue, considérant que c'est se soumettre à une « autoculpabilisation permanente »,. Préférant célébrer la réussite du général Dumas, il lui octroie un hommage et baptise une nouvelle route à son nom. Conformément à son programme électoral, il fait supprimer des subventions à la Confédération générale du travail et la Ligue des droits de l'homme. En mars 2015, il affirme : « Je m’attendais à plus de difficultés. Mes opposants promettaient de lutter contre le FN, mais ils ont disparu, je sens une certaine résignation de leur part ». Ses détracteurs, eux, notent sa prudence, qui lui permettrait d’éviter de commettre des faux pas. En septembre 2015, les livrets de présentation d'une exposition sont confisqués puis placés à la médiathèque de la ville. Le différend concerne un dessin de monstres marins, la sculptrice Sophie Verger a indiqué que la montée des eaux (le thème de son exposition avec Victoria Kloek) pourrait également illustrer celle de l'extrême droite. Le maire a dit qu'il « assumait totalement » son geste et qu'« Il faut faire en sorte que la culture reste la culture, car il y a un temps pour tout. Elles ont essayé de faire passer leur message. Je passe le mien ». Pour la fête de la musique prévue le 21 juin 2016, il demande aux artistes de signer une clause de « neutralité politique »,. Fin octobre 2016, une trentaine de demandeurs d’asile sont présents dans la commune, accueillis depuis plusieurs mois par l’association Abej Coquerel. Franck Briffaut déclare qu'« Il n’y a pas de problème d’ordre public pour l’instant », mais reproche la culture du secret qu’entretient la préfecture en déclarant : « Ils auraient pu au moins me tenir informé, ne serait-ce que pour expliquer et répondre aux habitants. Ils nous demandent de remonter plein d’informations, mais dans l’autre sens, ce n’est pas vrai ».
Candidat à un second mandat de maire en 2020, il voit sa liste l’emporter au premier tour avec 53,5 % des suffrages exprimés, face à deux autres listes (une centriste et une sans étiquette),.
Peu de projet d'investissements sont lancés sous son administration. En octobre 2023, le journal local L'Union relève qu'au cours des deux mandats du maire peu de chantiers ont été terminés et que peu de projets ont été mis sur pied ou ont abouti. Pour l'année 2023, seuls 20,2 % des dépenses d'investissement programmées dans le budget ont été réalisées.
Aux élections départementales de 2021, avec Véronique Bertin, il est candidat sur le canton de Villers-Cotterêts. Avec 49,84 % des voix, ils perdent les élections qui sont gagnées par le binôme Jeanne Doyez Roussel et Patrice Lazaro,.

### Vie personnelle
Remarié après un divorce, il est père de quatre enfants.